# آرمان سالاکرو
آرمان سالاکرو (به فرانسوی: Armand Salacrou) نمایشنامه‌نویس قرن نوزدهم میلادی اهل فرانسه بود. وی در طول اشغال فرانسه توسط نازی ها، در جنگ جهانی دوم در مقاومت مخفی فرانسه شرکت کرد.